# ИФАФ Лига шампиона
ИФАФ Лига шампиона била је највиши тимски ранг такмичења у америчком фудбалу у Европи. Основана је 2014. године под покровитељством међународне организације америчког фудбала (ИФАФ). Такмичење се одвијало по групама по принципу свако са сваким. Победници група су учествовали на завршном турниру - фајнал фору.

## Сезоне

### 2014
У првој сезони Лиге шампиона 2014. године учествовало је 13 клубова из 10 земаља: Шведске, Данске, Финске, Француске, Аустрије, Италије, Турске, Шпаније, Велике Британије и Србије.; подељених у четири групе, према географском распореду - исток, запад, север, југ. 
На финалном турниру одриграном у Француској од 11. до 13. јула 2014. учествовали су победници све четири групе. Победу је однела екипа Рустерса савладавши у финалу екипу Београдских Вукова резултатом 36:29.

### 2015
У сезони 2015. смањен је број екипа на 12 и по први пут је учествовао и један тим из Словеније - Силверхокси Љубљана, који су се прикључили Вуковима и Султанима у групи Исток. Учешће на другом фајнал фору који се ове године одржавао у Београду обезбедиле су екипе Крусејдерса - као победник групе Север, француски Блек пантерси као шампиони групе Центар, лондонски Блиц као прваци Запада, као и београдски Вукови који су другу сезону за редом освојили прво место у групи Исток. Као и претходне године, и 2015. се у финале успела пласирати екипа Вукова која је овај пут за противника имала шведски тим Крусејдерса. У финалу одиграном 26. јула 2015 на стадиону ФК Вождовац пред око 2.500 гледалаца победу је однела екипа Крусејдерса савладавши Вукове резултатом 84:49.

### 2016
У сезони 2016. такмичилo се 13 клубова из 11 земаља. Турска и Србија су имале по два представника. Први пут учешће су узеле и екипе из Португала, Аустрије, Чешке, Пољске и Русије. На финалном туриниру играли су победници све четири групе. Домаћин турнира је био град Вроцлав, Пољска, фајнал-фор одигран је 22. и 24. јула 2016,а титулу првака осјила је домаћа екипа Пантерси Вроцлав која је у финалу савладала Симене из Милана.

## Рекорди

#### По клубовима
| Клуб                 | Шампион | Финалиста | Године Шампион | Године Финалиста |
| -------------------- | ------- | --------- | -------------- | ---------------- |
| Пантерси Вроцлав     | 1       | 0         | 2016           | —                |
| Крусејдерси Карлстад | 1       | 0         | 2015           | —                |
| Рустерси Хелсинки    | 1       | 0         | 2014           | —                |
| Вукови Београд       | 0       | 2         | —              | 2014, 2015       |
| Симени Милано        | 0       | 1         | —              | 2016             |

#### По државама
| Држава  | Освајача | Финалиста | Клубови шампиони         | Клубови вицешампиони |
| ------- | -------- | --------- | ------------------------ | -------------------- |
| Пољска  | 1        | 0         | Пантерси Вроцлав (1)     |                      |
| Шведска | 1        | 0         | Крусејдерси Карлстад (1) |                      |
| Финска  | 1        | 0         | Рустерси Хелсинки (1)    |                      |
| Србија  | 0        | 2         |                          | Вукови Београд (2)   |
| Италија | 0        | 1         |                          | Симени Милано (1)    |

#### Прваци конференција
| Година | Група Север          | Група Центар / Југ  | Група Исток        | Група Запад         |
| ------ | -------------------- | ------------------- | ------------------ | ------------------- |
| 2016   | Пантерси Вроцлав     | Денјуб драгонси Беч | Коч рамси Истанбул | Симени Милано       |
| 2015   | Крусејдерси Карлстад | Блек пантерси Тонон | Вукови Београд     | Блиц Лондон         |
| 2014   | Рустерси Хелсинки    | Блек пантерси Тонон | Вукови Београд     | Темплијерси Еленкур |